# Gare de Lewisham
La gare de Lewisham  (en anglais : Lewisham railway station) est une gare ferroviaire, de jonction, située sur la Loampit Vale à Lewisham  dans le borough londonien de Lewisham sur le territoire du Grand Londres.
C'est une gare, de Network Rail.